# Philippe Narmino
Philippe Narmino (* 16. Dezember 1953 in Monaco) war von 2006 bis 2017 Leiter der Direktion der gerichtlichen Dienste (der Justizbehörden) des Fürstentums Monaco. Im Zuge einer Korruptionsaffäre im Zusammenhang mit dem russischen Oligarchen Dmitri Rybolowlew kam ans Licht, dass er und leitende monegassische Polizeivertreter von Rybolowlew Geschenke annahmen. Daraufhin stellte Narmino im September 2017 sein Amt zur Verfügung.

## Leben und Wirken
Im Januar 2006 wurde Narmino zum Direktor der gerichtlichen Dienste (Justizdirektor) und Präsidenten des Staatsrates von Monaco ernannt. Damit war er der erste gebürtige monegassische Staatsbürger, der diese Aufgaben übernahm. Davor wurden sie von gebürtigen Franzosen wahrgenommen.
Den Amtstitel Justizminister führte Narmino nicht, da es in Monaco kein eigentliches Justizministerium gibt, sondern die Direktion der gerichtlichen Dienste (der Justizbehörden). Dieses Amt ist dem eines Justizministers ähnlich. Die gerichtliche Gewalt unterliegt jedoch dem souveränen Fürsten, der die volle Ausübung an die Gerichtshöfe delegiert.
Am 1. Juli 2011 vollzog er, ausnahmsweise in einer Funktion als Standesbeamter, im Thronsaal des fürstlichen Palastes von Monaco die zivile Trauung von Fürst Albert II. und Charlene Wittstock. Auch die Schwester des Fürsten, Prinzessin Caroline, hatte er bereits 1983 mit Stefano Casiraghi und nach dessen Tod 1999 mit Ernst August von Hannover verheiratet.
Im Zuge der Korruptionsaffäre zwischen Verantwortlichen monegassischer Polizei und Justiz und dem russischen Oligarchen Dmitri Rybolowlew stellte Narmino im September 2017 sein Amt als Leiter der Justiz des Fürstentums zur Verfügung. Der Fürst nahm das Rücktrittsgesuch an. Auch gehört Narmino nicht mehr dem Staatsrat an. Am 6. November 2018 wurde Rybolowlew im Zusammenhang mit dieser Affäre unter dem Vorwurf der Korruption in Monaco verhaftet. Mehr dazu im Abschnitt Affaire Yves Bouvier.
Neben anderen Auszeichnungen ist Seine Exzellenz Philippe Narmino Kommandeur des monegassischen Ordens des heiligen Karl.
Auch ist er ehrenamtlicher Präsident (bzw. Generalsekretär) des Monegassischen Roten Kreuzes.
Narmino ist mit Frau Christine verheiratet und Vater von zwei Kindern.